# Hypoctonus sylvaticus
Espèce
Synonymes
- Thelyphonus sylvaticus Oates, 1889

Hypoctonus sylvaticus est une espèce d'uropyges de la famille des Thelyphonidae.

## Distribution
Cette espèce est endémique de Birmanie.

## Publication originale
- Oates, 1889 : On the species of Thelyphonus inhabiting continental India, Burma, and the Malay Peninsula. Journal of the Asiatic Society of Bengal, vol. 58, p. 4-19 (texte intégral).